# Эби, Таня
Таня Эби (англ. Tania Aebi; род. 7 октября 1966) — американская яхтсменка, совершившая кругосветное плавание на яхте в возрасте от 18 до 21 года, что сделало её первой американкой и самым молодым человеком (на тот момент), совершившим кругосветное путешествие.
Её рекорд не был признан Книгой рекордов Гиннеса, потому что она плыла через Панамский канал, что требовало помощи. Также она проплыла восемьдесят миль со своим другом в южной части Тихого океана. Несмотря на множество проблем, Эби достигла своей цели.

## Биография
Родилась 7 октября 1966 года. В 1984 году в Великобритании её отец купил лодку, чтобы совершить на ней путешествие через Атлантику в Нью-Йорк. Таня отправилась с ним, и, в течение года посетив Испанию, Португалию, Марокко, Канарские острова, Карибское море, Бермуды и целую группу других островов, в 1985 году они прибыли в Нью-Йорк. При этом у обоих не было опыта морских путешествий. Во время этого годичного круиза с отцом Эби изучила основы управления парусным судном.

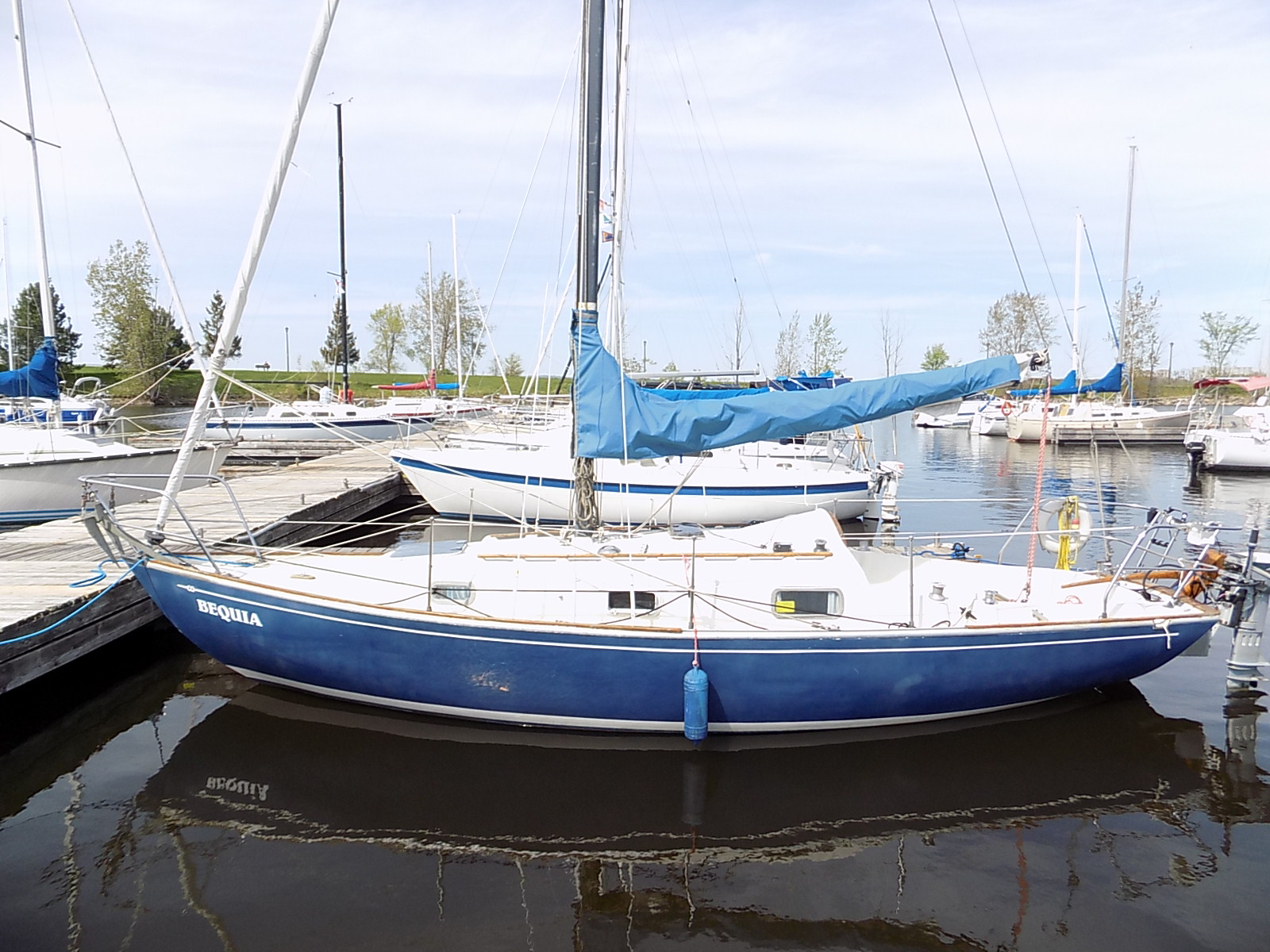
Яхта Bequia версии Contessa 26

В мае 1985 года яхтсменка прошла заочный курс астрономической навигации. В путешествии у неё не было GPS-приемника, так как гражданские GPS-устройства были недоступны. Вместо этого у неё был секстант и радиопеленгатор. В своё кругосветное плавание Таня Эби отправилась на шлюпе «Varuna» стоимостью 40 000 долларов 28 мая 1985 года. Это судно типа Taylor 26 было канадской версией однокорпусной яхты из стекловолокна Contessa 26. Отчалив от доков Саут-Стрит-Сипорт в Нижнем Манхэттене, она пересекла Карибское море, южную часть Тихого и Индийского океанов, Красное море, Средиземное море и Северную Атлантику, вернувшись в Нью-Йорк в ноябре 1987 года, в возрасте 21 года, проплыв 27 000 миль.
Историю своего одиночного кругосветного плавания Таня Эби описала в книге «Maiden Voyage» (Ballantine Books, ISBN 0-345-41012-2), которая стала бестселлером в Соединенных Штатах в 1989 году. В 2005 году Эби опубликовала свою вторую книгу «I’ve Been Around» (Sheridan House, ISBN 1-57409-213-8). В настоящее время она ведёт ежемесячные колонки для нескольких журналов о парусных и круизных кораблях.